# Garibaldi blues/Il poeta
Garibaldi blues/Il poeta è un singolo a 45 giri di Bruno Lauzi, pubblicato nel 1967.

## Descrizione
Il brano sul lato A è una cover di Fever con un testo umoristico in italiano, scritto dallo stesso cantautore genovese, che Lauzi aveva già inciso in precedenza  nell'album Lauzi al cabaret, pubblicato a dicembre del 1965 dalla CGD. In questa versione l'arrangiamento è di Massimo Salerno.
Anche Il poeta era stato in origine pubblicato nell'album Lauzi al cabaret; in questo caso l'arrangiamento è di Franco Tadini.
Nell'album Questo sono io, pubblicato dalla Ariston Records a novembre del 1971, vennero inserite entrambi i brani.

## Tracce
LATO A
1. Garibaldi blues (testo: Bruno Lauzi – musica: Eddie Cooley, John Davenport)

LATO B
1. Il poeta (Bruno Lauzi)